# Confuciusinstituut

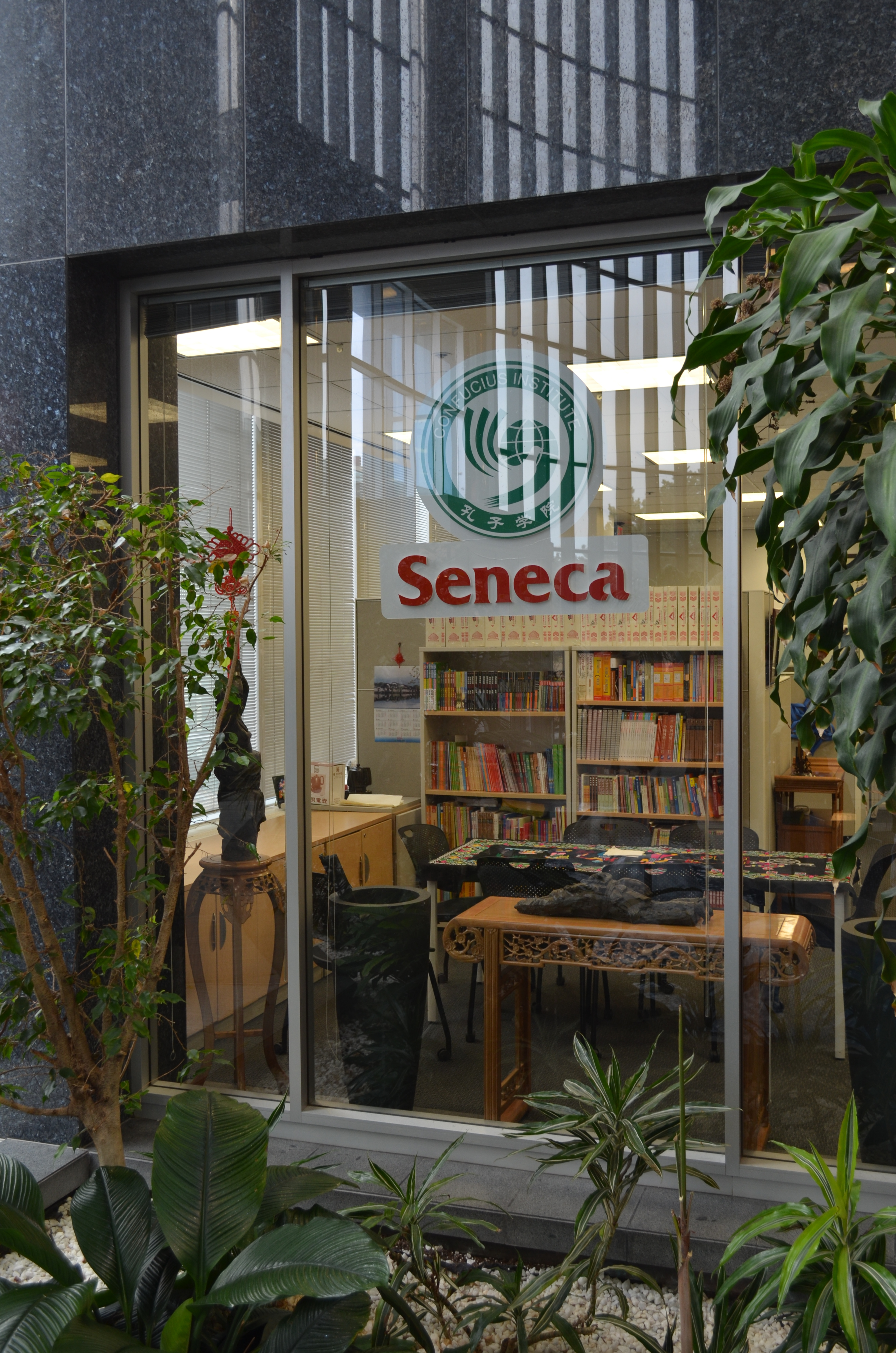
Confuciusinstituut aan het Seneca College in Toronto, Canada.

Confuciusinstituten zijn academische instituten over de hele wereld die als doel hebben de taal en cultuur van Volksrepubliek China aan de man te brengen. Deze instituten worden beheerd door de Chinese staat in samenwerking met lokale universiteiten buiten China. Men kan op een Confuciusinstituut Standaardmandarijn in het vereenvoudigd Chinees leren en met de cultuur van het hedendaagse China kennismaken. In tegenstelling tot wat de naam doet vermoeden speelt het confucianisme slechts een bescheiden rol.
Het Confuciusinstituut lijkt op organisaties zoals de Alliance française, de British Council en het Goethe-Institut, die eveneens de kennis van taal en cultuur van het desbetreffende land verspreiden. In tegenstelling tot deze instellingen bevinden zich Confuciusinstituten dikwijls op de campus van een universiteit of hogeschool.
Het eerste Confucius Instituut werd in 2004 gevestigd in Seoul en inmiddels zijn er zo'n 500 Confuciusinstituten wereldwijd. Nederland heeft er twee. Een verbonden aan Zuyd Hogeschool in Maastricht en een aan de Rijksuniversiteit Groningen. België kent er drie, in Brussel, Leuven en Luik.

## Kritiek
In 2011 sprak de Duitse sinoloog Jörg-Meinhard Rudolph zich uit over de Confuciusinstituten als centra van propaganda en censuur van de Communistische Partij van China (CPC).
Aan Amerikaanse universiteiten wordt sinds 2010 ook kritiek geuit tegen Confuciusinstituten. In april 2014 ondertekenden 100 professoren van de Universiteit van Chicago een petitie tegen het contract met het Confuciusinstituut te beëindigen. Het contract werd in september van hetzelfde jaar opgezegd; de universiteit legde hierbij geen verband met de petitie maar met een artikel over de directeur van Hanban waarin de universiteit op een negatieve manier vermeld werd.
In juni 2014 publiceerde de American Association of University Professors (AAUP) een rapport waarin gesteld werd dat enkele kenmerken van de Confuciusinstituten onverenigbaar zijn met de academische vrijheid die in de Verenigde Staten geldt: de meeste overeenkomsten tussen universiteiten en Confuciusinstituten bevatten geheimhoudingsclausules en laten toe dat via de rekrutering van personeel, beslissingen over cursusinhouden en beperkingen in discussies een Chinese politieke agenda gevolgd wordt. Het rapport wijst erop dat Hanban voorgezeten wordt door een lid van het Politbureau en de vice-premier van Volksrepubliek China.
In Canada beëindigde het Toronto District School Board (TDSB) in 2014 een geplande samenwerking met het Confuciusinstituut nadat ouders zich bezorgd hadden getoond tegen wat ze de infiltratie van de Chinese staat in Canadese scholen noemden. Als redenen tegen de voorgestelde samenwerking werden o.a. de controle van de CPC over de instituten en de beperking van de vrij meningsuiting van de lesgevers genoemd.
In 2015 werd aan de Vrije Universiteit Brussel (VUB) een eerste Confuciusinstituut geopend aan een Vlaamse universiteit. Tegen de opening van een Confuciusinstituut aan de VUB kwam onder meer protest van Jonathan Holslag, Chinakenner en onderzoeksmedewerker aan deze universiteit. Het Confuciusinstituut heeft als doel het imago van China te verbeteren en zou autonoom onderzoek bemoeilijken. In december 2019 besloot de VUB het contract, dat in juni 2020 afloopt, niet te verlengen. Het VUB-bestuur oordeelt dat de samenwerking met het instituut niet langer strookt met zijn beleid en doelstellingen en niet in overeenstemming is met de beginselen van het vrij onderzoek.
In februari 2019 besloot de Universiteit Leiden de samenwerking met het instituut te beëindigen. De universiteit wil het accent verschuiven naar de samenwerking met Chinese onderzoeksinstellingen en heeft per augustus 2019 de banden met het niet wetenschappelijke instituut verbroken.